# كلوس نييلسن
كلوس نييلسن (بالدنماركية: Claus Nielsen)‏ (13 يناير 1964 في الدنمارك - ) هو لاعب كرة قدم دانمركي في مركز الهجوم. شارك مع منتخب الدنمارك تحت 21 سنة لكرة القدم ومنتخب الدنمارك لكرة القدم. أما مع النوادي، فقد لعب مع باناثينايكوس وتفينتي أنشخيدة ونادي بروندبي.

## مسيرته الكروية
لعب كلوس نييلسن خلال مسيرته الاحترافية مع 3 أندية في عشرة مواسم وسجل خلالها 97 هدفًا ضمن 192 مباراة. حيث فاز في موسم واحد بالكأس وفي ثلاثة مواسم بالدوري.
خاض كلوس نييلسن مسيرته مع نادي بروندبي في موسم 1984 في المرة الأولى ليلعب معه خمسة مواسم ثم في موسم 1991–92 ولمدة موسمين، مشاركًا طوالها في 133 مباراة سجل خلالها 69 هدفًا. ثم انتقل إلى نادي باناثينايكوس في موسم 1988–89 لمدة موسم واحد، حيث شارك في 20 مباراة سجل خلالها 6 أهداف. لينتقل بعدها إلى نادي تفينتي أنشخيدة في موسم 1989–90 ولمدة موسمين، مشاركًا في 39 مباراة سجل خلالها 22 هدفًا.

## روابط خارجية
- كلوس نييلسن على موقع قاعدة بيانات كرة القدم.إي يو (الإنجليزية)
- كلوس نييلسن على موقع ناشيونال فوتبول تيمز (الإنجليزية)